# Simon Whitfield
Simon St. Quentin Whitfield (Kingston, 16 mei 1975) is een Canadees triatleet. Hij nam viermaal deel aan de Olympische Spelen en won hierbij twee medailles. Ook won hij een gouden medaille bij de Gemenebestspelen.

## Biografie
Whitfield won goud op de Olympische Spelen van 2000 in Sydney met een tijd van 1:48.24,02. In deze wedstrijd kwam hij samen met veertien andere fietsers ten val. Hij stond op en werkte zich terug in de kop van het veld. Zijn tijd geldt als snelste op een olympische triatlon.
Tijdens de Olympische Spelen van 2004 in Athene werd hij in 1:53.15,81 elfde. Vier jaar later behaalde hij op de Olympische Spelen van 2008 in Peking een zilveren medaille. Deze wedstrijd werd gewonnen door de Duitser Jan Frodeno, die iets meer dan vijf seconden sneller was.
Bij de Olympische Spelen van 2012 in Londen had Whitfield de eer om op te treden als vlaggendrager van zijn vaderland bij de openingsceremonie.
Toen hij jong was, speelde hij voetbal, maar vanaf zijn elfde deed hij aan triatlons. Hij woont in Victoria.

## Titels
- Olympisch kampioen triatlon - 2000
- Gemenebest kampioen triatlon - 2002

## Palmares

### triatlon
- 1995: 10e WK junioren in Cancún - 1:59.42
- 1997: 9e WK olympische afstand in Perth - 1:50.13
- 1998: 95e WK olympische afstand in Lausanne - 2:24.42
- 1999: 7e WK olympische afstand in Montreal - 1:46.03
- 1999:  Pan-Amerikaanse Spelen in Winnipeg - 1:49.17
- 2000:  Olympische Spelen van Sydney - 1:48.24,02
- 2001: 6e WK olympische afstand in Edmonton - 1:48.42
- 2002:  Gemenebestspelen van Manchester - 1:51.57
- 2002: 49e WK olympische afstand in Cancún - 1:57.56
- 2003: 31e WK olympische afstand in Queenstown - 1:58.25
- 2004: 11e Olympische Spelen van Athene - 1:53.15,81
- 2005: 6e WK olympische afstand in Gamagōri - 1:50.23
- 2007: 4e WK olympische afstand in Hamburg - 1:43.40
- 2008: 6e WK olympische afstand in Vancouver - 1:50.27
- 2008:  Olympische Spelen van Peking - 1:48.58,47
- 2009: 14e ITU wereldbekerwedstrijd in Tongyeong - 1:51.17
- 2009: 9e ITU wereldbekerwedstrijd in Hamburg - 1:44.49
- 2009: 8e ITU wereldbekerwedstrijd in Gold Coast - 1:45.31

2000: Simon Whitfield ·
2004: Hamish Carter ·
2008: Jan Frodeno · 
2012: Alistair Brownlee · 
2016: Alistair Brownlee · 
2020: Kristian Blummenfelt · 
2024: Alex Yee
- International Standard Name Identifier: 0000 0000 7302 0927
- Library of Congress Control Number: no2009185372
- Virtual International Authority File: 102876733
- WorldCat: E39PBJxMgFJYYRGcmcYMPfMVmd